# هراچیا هوسپیان
هراچیا هوسپیان (ارمنی: Հրաչյա Վլադիմիրի Հովսեփյան؛ زادهٔ ۲۰ دسامبر ۱۹۴۸ - درگذشته ۳۱ دسامبر ۲۰۱۷) یک بذرشناس و سیاستمدار اهل ارمنستان است که از تاریخ ۱۹۹۵ تا تاریخ ۱۹۹۹ سمت نمایندگی دوره اول مجلس ملی جمهوری ارمنستان را برعهده داشت.

## زندگی‌نامه
در ۲۰ دسامبر ۱۹۴۸ در برداوان به دنیا آمد و از دانشگاه ملی علوم کشاورزی ارمنستان (۱۹۷۱) فارغ‌التحصیل شد.  وی در ۳۱ دسامبر ۲۰۱۷ در سن ۶۹ سالگی درگذشت

## یادداشت
1. ↑  գյուղատնտեսական գիտությունների դոկտոր